# 황어
황어(黃魚, 학명: Tribolodon hakonensis 트리볼로돈 하코넨시스[*])는 잉어과의 물고기이다. 몸길이 10~45cm이고 유선형이다.

## 생태
바다에서 살다가 알을 낳기 위해 봄에 물이 맑은 하천으로 올라온다. 잡식성으로 수서곤충, 작은 물고기, 부착 조류 등을 먹는다. 강에서 부화하여 바다로 나가 일생의 대부분을 바다에서 보내고 하천에서 산란하는 종류와 바다에 내려가지 않고 일생 동안 하천에서만 사는 종류가 있다. 한국에 사는 황어는 모두 바다와 하천을 드나드는 회유어이다. 환경에 대한 저항력과 적응력이 강하고, 잡식성으로 수온이 낮은 계절에는 강 바닥에 사는 벌레를 주로 잡아먹지만, 봄에 비가 오고 수온이 올라갈 무렵에는 육상에서 흘러드는 지렁이나 그 밖의 벌레를 먹으면서 생활한다. 산란기는 4~6월이며 배에 붉은 띠가 나타나고 지느러미도 붉은색으로 변하는 혼인색을 갖는다. 이런 혼인색 현상은 수컷에서 특히 두드러진다. 산란을 위해 강을 오를 때에는 암컷 한 마리에 여러 마리의 수컷이 뒤따른다. 강 중류의 수심 20-50cm 정도의 맑은 물이 흐르는 평평한 자갈 바닥에 산란한다. 한국·중국·러시아·일본 등지에 분포한다.

## 일본 황어의 산성수 적응
한자로 성(鯎)이라고 쓰고 우구이(ウグイ)라고 읽는다.
오키나와 지방을 제외한 일본 전국에 분포한다. 특이하게도 pH 4 이하의 강산성 수질에서도 살 수 있다. 산성화되어 쿠니마스를 멸종시킨 다자와호, 오소레산 정상의 칼데라호로서 황산가스가 끓어오르는 우소리호, 북해도의 굿샤로호, 후쿠시마현의 이나와시로호 등지에도 서식한다.
산성 수질에서 황어는 아가미 염류세포의 형태가 변화하고, 또 그 개수도 증가한다. 일반적인 황어의 염류세포는 상피에 1개씩 존재하지만, 오소레산 우소리호의 황어들은 다수의 염류세포가 여포를 형성한다. 이것을 이용해 체액의 pH를 조정한다. 구체적으로는, Na+/H+ 교환수송체(NEH3)라는, 827개의 아미노산기로 이루어진 분자가 작용하여 나트륨이온을 받아들이고 수소이온을 배출한다. 또한 탄산무수화효소(CA효소)의 작용으로 세포 내부에 발생한 탄산(HCO3-)을 중화한다. 질소대사의 산물로 생성된 암모니아도 요소회로를 거쳐 오줌으로 배출하지 않고 산성 중화에 이용한다.